# 22939 Handlin
22939 Handlin è un asteroide della fascia principale. Scoperto nel 1999, presenta un'orbita caratterizzata da un semiasse maggiore pari a 2,9488304 UA e da un'eccentricità di 0,0578569, inclinata di 3,21583° rispetto all'eclittica.